# Liste des moyens aériens du SOE
 (mai 2023).
Les moyens aériens dont disposait le service secret britannique Special Operations Executive pour effectuer les opérations qu'il programmait, lui étaient fournis par la Royal Air Force, et, à partir du débarquement en Normandie, également par les US Army Air Forces.

## Unités de la Royal Air Force
- Squadron RAF No. 138
- Squadron RAF No. 161
- Squadron RAF No. 298
- Squadron RAF No. 299

## Appareils
- Douglas Dakota
- Handley Page Limited Halifax
- Lockheed Hudson
- Westland Lysander[b]
- Vickers Wellington
- Armstrong Whitworth Whitley

## Terrains en Angleterre
- Newmarket
- Tangmere
- Tempsford

## Terrains pour pick up
La présente section donne la liste des terrains ayant les caractéristiques suivantes :
- ce sont des terrains d'atterrissage et de pick up ;
- ils ont été utilisés par le SOE section F et sont cités par Hugh Verity (voir section #Sources) ;
- ils ont un nom de code (suivant une convention adoptée dans les articles consacrés au SOE, les noms des terrains sont écrits en majuscules).

### Achille
Commune (Département) : Soucelles (Maine-et-Loire, 49)
Position : NE d’Angers ; limite SE du bourg de Soucelles ; prairie de la Grande Rivière (140 ha, le long du Loir, sur sa rive droite)
Coordonnées : latitude 47° 33′ 52″ N ; longitude 0° 24′ 23″ O
Réf. RAF : B20
Agent : Henri Déricourt
Terrain réservé aux Hudson

### Aigle
Position : 9 km N/NE de Mâcon ; 3 km N/NO de Manziat (Ain)

### Albatros
Position : O d’Angoulême ; 1,5 km S de Vibrac (Charente)

### Alhambra
Position : NE de Châteauroux ; 6 km N/NE de Neuvy-Pailloux (Indre) ; 1 km E de Ségry

### Baleine
Position : E de Châtillon-sur-Indre ; 3,5 km N/NE de Le Tranger (Indre)

### Billard
Position : NO de Châteauroux ; 2 km S/SO de Villers-les-Ormes (Indre)

### Bonbon
Position : 16 km SO du Blanc (Indre)

### Bouche
Position : S/SE de Provins ; 1,2 km NO de Passy-sur-Seine (Seine-et-Marne)

### Bronchite
Commune/Département : Pocé-sur-Cisse (Indre-et-Loire 37)
Position : E/NE de Tours ; 1,5 km S/SE de Pocé-sur-Cisse ; 3 km N/NE d’Amboise
Coordonnées : latitude 47° 26′ 20″ N ; longitude 00° 59′ 41″ E
Agent : Henri Déricourt
Réf. RAF : B28

### Carpe
Position : S de Bourges ; 800 m N/NE de Chavannes (Cher)

### Charente
Position : O d'Arras ; 1 km NO de Canettemont (Pas-de-Calais)

### Coconut
Position : 42 km SE de Châtellerault ; 3,5 km N/NO de Haims (Vienne)

### Courgette
Position : O de Lons-le-Saunier ; 1 km N/NE de Courlaoux (Jura)

### Crevette
Position : SE de Bourges ; 5,5 km N de Dun-sur-Auron (Cher)

### Faisan
Position : N de Pont-de-Vaux ; 1,8 km N/NO d’Arbigny (Ain)

### Farman
Position : NE de Laon ; près de Vervins (Aisne)

### Faucon
Commune (département) : Ménétréols-sous-Vatan (Indre, 36)
Département : (Indre 36)
Position : S de Vatan ; 2 km SO du lieu-dit Villeneuve, à Ménétréols-sous-Vatan ; 2 km NO du lieu-dit Les Lagnys, à Saint-Valentin
À distinguer du terrain LES LAGNYS situé sur la même commune.
Première utilisation, selon Hugh Verity : nuit du 21 au 22 février 1942, opération CRÈME

### Figue
Position : E/NE de Lyon ; S/SO d’Ambérieu-en-Bugey ; 3 ou 4 km N/NO de Saint-Vulbas (01), image
Coordonnées : latitude 45° 51′ 00″ N ; longitude 05° 16′ 35″ E

### Gide
Commune/Département : Rivarennes (Indre-et-Loire 37)
Position : 20 km O/SO de Tours ; 1,25 km N/NE de Rivarennes (Indre-et-Loire) ; 2 km S de Bréhémont, entre la Loire et l'Indre
Coordonnées : 47° 16′ 30″ N - 00° 21′ 44″ E.
Nom local : La Prée ou La Grand'Pièce
Limites : Indre (au N) ; D119 et D7 (à l'E) ; ruisseau de Charrière (à l'O et au S)
Équipe de réception : Marcel Blée « Boussac » (chef de terrain) ; 6 habitants d'Huismes ; trois habitants de Bréhémont (Jacques Laurent « Galilée 5 » « Ernest », …); deux de Rivarennes (Marcelle Delaunay, …)
Opérations : [à compléter : pas pour SOE ?] nuit du 15 au 16 juillet 1943 pour Galilée ; nuit du 12 au 13 septembre 1943
Source : Patrick Veyret, Atterrissages de nuit en Touraine. Le Groupe BOA « Rabelais » et le terrain « Gide » avril 1943-mars 1944, in 39/45 Magazine no 137, novembre 1997.

### Grippe
Commune/Département : Azay-sur-Cher (Indre-et-Loire 37)
Position : 13 km E/SE de Tours ; 1,5 km E/NE d'Azay-sur-Cher ; 11 km SO d'Amboise.
Coordonnées : latitude 47° 21′ 29″ N ; longitude 00° 52′ 12″ E
Réf. RAF : B28A
Agent : Henri Déricourt

### Hector
Position : N d’Orléans ; 3 km S/SO d’Outarville (Loiret)

### Indigestion
Commune/Département : Villevêque (Maine-et-Loire 49)
Position : N/NE d’Angers ; vers Le Vieux-Briollay ; 3,5 km O/NO de Villevêque (Maine-et-Loire) ; dans la grande prairie commune des Grands-Bas, sur la rive gauche du Loir.
Coordonnées : latitude 47° 34′ 05″ N ; longitude 00° 27′ 54″ O
Réf. RAF : B20A
Agent : Henri Déricourt

### Jean
Position : E/SE de Chartres ; 4,5 km N de Neuvy-en-Beauce (Eure-et-Loir)

### Jules
Position : S/SE de Soissons ; 6 km O/NO de Fère-en-Tardenois

### Junot
Commune (Département) : Arbigny (Ain, 01)
Position : N/NO de Pont-de-Vaux ; 3 km O/NO d’Arbigny (Ain), vers Sermoyer
Coordonnées : latitude 46° 28′ 45″ N ; longitude 04° 55′ 44″ E
Utilisation : 1er septembre 1942 - 1er septembre 1944.
Stèle commémorative : sur la route d'Arbigny à Uchizy (Saône-et-Loire, 71), à droite avant de traverser le pont sur la Saône.

### Léontine
Position : NO de Lons-le-Saunier ; 2 km S/SO de Ruffey-sur-Seille (Jura)
Coordonnées : latitude 46° 43′ 45″ N ; longitude 05° 29′ 09″ E

### Les Lagnys
Commune (département) : Ménétréols-sous-Vatan (Indre, 36)
Position : 7,5 km au sud de l’agglomération de Vatan ; 2,5 km à l’ouest du domaine de Villeneuve ; 2 km au nord-ouest du domaine des Lagnys (Saint-Valentin).
À distinguer du terrain FAUCON situé sur la même commune.
Première utilisation, selon Hugh Verity : nuit du 1er au 2 mars 1942, opération CRÈME

### Lièvre
Position : 29 km E de Lyon ; 3 km NE de Loyettes (Ain)
Coordonnées : latitude 45° 47′ 40″ N ; longitude 05° 15′ 30″ E

### Lulli
Position : NO de Provins ; 1,5 km SE de Jouy-le-Châtel (Seine-et-Marne)

### Marabout
Position : E d'Issoudun ; 3 km O du Grand Malleray, Primelles (Cher)
Coordonnées : latitude 46° 55′ 40″ N ; longitude 02° 10′ 34″ E

### Marguerite
Position : N/NE de Mâcon ; 2,5 km NO de Feillens (Ain)

### Marot
Position : O de Reims ; 2 km O/NO de Méry-Prémecy (Marne)

### Orion
Commune (Département) : Bletterans (Jura, 39)
Position : O/NO de Lons-le-Saunier ; 4 km O/SO du village de Bletterans

### Pamplemousse
Position : E de Rouen ; 2 km NO de Morgny (Eure)

### Pêche
Position : NO de Compiègne ; 3 km NO de Gournay-sur-Aronde (Oise) ;
Coordonnées géographiques : 49° 30′ 15″ N, 02° 38′ 50″ E.

### Planète
Position : E/SE de Tours ; 2,5 km O/SO de Luzillé (Indre-et-Loire)

### Rabelais
Position : N de Tours ; E de Couture-sur-Loir ; 1 km SE de Sougé (Loir-et-Cher)

### Roger
Position : O/NO de Compiègne ; 1,2 km NE de Rouvillers (Oise)

### Roi de cœur
Position : S de Saumur ; 2,5 km NO de Saint-Léger-de-Montbrillais (Vienne)

### Serin
Département : Charente (16).
Position : N/NO d’Angoulême ; près de la Charente ; 1,2 km S d’Ambérac (Charente) ; près de La Chapelle.

### Signac
Position : 14 km E d’Angers ; 2 km S/SO de Corné (Maine-et-Loire)

### Spitfire
Position : N/NE d’Apt ; 5 km O/SO de Saint-Christol (Vaucluse)

### Thalamy
Position : aujourd'hui aérodrome d'Ussel - Thalamy, à l'est d’Ussel.

### Torticolis
Commune/Département : Couture-sur-Loir (Loir-et-Cher 41)
Position : N de Tours ; O de Vendôme ; 2 km E de Couture-sur-Loir
Coordonnées : latitude 47° 45′ 50″ N ; longitude 00° 42′ 04″ E
Réf. RAF : B30A
Agent : Henri Déricourt

### Univers
Position : 25 km S de Bourges ; 800 m N de Chavannes (Cher)

### Vautour
Position : N de Châteauroux ; 3 km O/SO de Brion (Indre)

## Terrains pour parachutage
Dans cette section, les terrains sont identifiés par la commune où ils sont situés et rangés par ordre alphabétique.

### Beleymas
Commune (Département) : Beleymas (Dordogne 24)
Position : lieu-dit Lagudal, à 4 km au sud du bourg, près de la limite avec Saint-Julien-de-Crempse.
Première utilisation : nuit du 10 au 11 octobre 1941, premier parachutage combiné agents+armes de la section F. Une stèle est érigée sur la route D4.

### Boisrenard
Commune (Département) : Saint-Laurent-Nouan (Loir-et-Cher 41)
Position : lieu-dit Bois-Renard, coordonnées 47°40’10’’N – 01°35’39’’E.
Utilisé par Pierre Culioli alias Adolphe (Sous-réseau du réseau Prosper PHYSICIAN BUCKMASTER).
Le 24/09/1942, a permis l'infiltration de Lise de Baissac alias Odile alias Artist (Réseau Artist SCIENTIST BUCKMASTER) & Andrée Borrel alias Denise alias Whitebeam (Réseau Prosper PHYSICIAN BUCKMASTER).

### Bouée
Commune (Département) : Bourganeuf (Creuse 23)
Position : lieu-dit « Bouzogles »(Archive.org • Wikiwix • Archive.is • Google • Que faire ?), à 4 km au sud de Bourganeuf
Première utilisation : nuit du 8 au 9 février 1944 (réussite). Fin mars nouvel essais mais l'avion ne se présente pas. 14 mars échec partiel (une partie des containers est mal réceptionnée). Des gendarmes résistants doivent donner le change en livrant une partie de la cargaison aux Allemands. Cette opération entraine la mise en sommeil de ce terrain.
Message conventionnel : J'aime les belles reliures
Utilisé par Georges Lévêque alias Marguerite responsable départemental COPA pour le compte du service maquis dirigé par Albert Fossey.

### Gazelle
Commune (Département) : Saint-Laurent (Creuse 23)
Position : lieu-dit « Villandury »(Archive.org • Wikiwix • Archive.is • Google • Que faire ?), à 7 km au sud-est de Guéret
Première utilisation : 14 avril 1944. Unique utilisation, car en raison de la proximité de Guéret, les autorités d'occupation sont alertées.
Message conventionnel : ?
Utilisé par le service COPA départemental en liaison avec le groupe local de résistants dirigé par Jean Michaud et Paul Grenut.

### Pension
Commune (Département) : Soubrebost (Creuse 23)
Position : lieu-dit Nadapeyrat, à 8 km à l'est de Bourganeuf
Première utilisation : ? Certainement le terrain le plus utilisé en 1944. Le 27 juin  et le 1er juillet 1944, ce terrain est utilisé pour la réception de la mission interalliée Bergamote qui organise par la suite les livraisons d'armes. Le terrain est pris le 17 juillet 1944 par des éléments de la brigade Jesser qui exécutent plusieurs patriotes, détruisent les bâtiments et prennent un important stock armes. Un gros parachutage avait eu lieu dans la nuit.
Message conventionnel : Robespierre se rase X fois (en fonction du nombre de containers)
Utilisé par Robert Grand alias Gérard II responsable départemental COPA puis par la Mission Bergamote

### Tendu
Commune (Département) : Tendu (Indre 36)
Position : 4 km N de Tendu ; 3 km S de Lothiers ; 700 m O de la RN 20 ; situé entre le bois des Brandes de Lothiers et les étangs de Chabenet et de Vain.
Champ de 13 ha, à 1,5 km S/O de la ferme Le Cerisier d’Auguste Chantraine, maire de Tendu.
Première utilisation : nuit du 6 au 7 septembre 1941
Utilisé par Auguste Chantraine pour sept parachutages entre septembre 1941 et décembre 1943 (date de son arrestation).

## Personnel
| - John Affleck - John Perry Alcockef - G.J.F. Alexander - Murray Anderson, « Andy » - Peter Arkell - G.H. Ash - N.H. Attenborrow - Barrett - J.R.G. Bathgate - Douglas D.S. Bell, « Duggie » ou « Dinger » - Sir Alan H.C. Boxer - Bradbury - John C. Bridger - J. Alan Broadley - E.A.G.C. Bruce - F.J. Champion - Cocker - Bernard Cordier - Corner - Henry Cossar | - W.J. Farley - A.N. Ferris - E.H. Fielden, « Mouse » - Henry Figg - H.J. Franklin - Goldfinch - Gordon - Griffiths - Hall - Stephen A. Hankey - Heflin - T. Helfer - Sir Lewis Hodges, « Bob » - R.W.J. Hooper, « Robin » - Huntley - Hysing-Dahl - H.B. Ibbott - Jarman - Johns - E.V. Knowles | - A.L. Krasevac - J.A. Lamberton - R.G. Large, « Bob » - Georges Libert - Philippe Livry-Level - W. Guy Lockhart - R.J. Manning - Marneweck - J.M. McBride - J.A. McCairns, « Mac » - J.D. McDonald - R.G. McIndoe - McMillan - Éric Milsted - A.J. Mott - Alan M. Murphy, « Sticky » - John Nesbitt-Dufort, « Whippy » - L.R. Newhouse, « Lucky » - P.C. Pickard, « Pick » - Putt | - Len. F. Ratcliff - L.G.A. Reed, « Lofty » - Richards - B.E.T. Rostron - F.E. Rymills, « Bunny » - Saunders - F.M.Gordon Scotter - G. Sells - Eddie Shine - W. Stapel - William Taylor - C. Tear - Thompson - E.C. Tresemer - George A. Turner - Peter E. Vaughan-Fowler - Hugh Verity - Wagland, « Waggy » - Leslie L. Whitaker - R.E. Wilkinson - Wooldridge |

## Sources
- Michael Richard Daniell Foot, Des Anglais dans la Résistance. Le Service Secret Britannique d'Action (SOE) en France 1940-1944, annot. Jean-Louis Crémieux-Brilhac, Tallandier, 2008,  (ISBN 978-2-84734-329-8). Traduction en français par Rachel Bouyssou de (en) SOE in France. An account of the Work of the British Special Operations Executive in France, 1940-1944, London, Her Majesty's Stationery Office, 1966, 1968 ; Whitehall History Publishing, in association with Frank Cass, 2004. Ce livre présente la version officielle britannique de l’histoire du SOE en France. Une référence essentielle sur le sujet du SOE en France.
- Hugh Verity (préf. Jacques Mallet), Nous atterrissions de nuit..., Éditions Vario, 2004, 5e éd. (1re éd. 1982).